# Salem Ould Habib
Salem Ould Habib (arab. ‏سالم حبيب‎; ur. 6 kwietnia 1964) – mauretański zapaśnik walczący w stylu wolnym. Olimpijczyk z Seulu 1988, gdzie zajął 24. miejsce, w kategorii do 74 kg.
Szósty w obu stylach na igrzyskach afrykańskich w 1991, roku.

## Letnie Igrzyska Olimpijskie 1988
| Konkurencja      | Rundy eliminacyjne  | Rundy eliminacyjne       | Klas. końcowa |
| Konkurencja      | Przeciwnik I        | Przeciwnik II            | Miejsce       |
| ---------------- | ------------------- | ------------------------ | ------------- |
| 74 kg styl wolny | Gary Holmes (CAN) P | Lodojn Enchbajar (MGL) P | 24.           |